# Tony Curran
Tony Curran es un actor escocés que ha aparecido en Underworld: Evolution, Doctor Who, Roots y la epopeya histórica de Netflix Outlaw King. Aparece en la película del Universo cinematográfico de Marvel Thor: The Dark World (2013) como Bor y en la segunda temporada de Daredevil (2016) como Finn Cooley. A finales de 2022, Curran protagonizó el drama de la BBC Mayflies.

## Primeros años y educación
Curran nació en Glasgow y se graduó en la Royal Scottish Academy of Music and Drama.

## Carrera
Curran apareció en la serie de televisión de la BBC This Life. Desde entonces, ha aparecido en una serie de papeles importantes en cine y televisión, incluido Rodney Skinner (El hombre invisible), un personaje original de The League of Extraordinary Gentlemen. Para interpretar al Hombre Invisible, se puso un traje especial que lo convirtió en una pantalla azul andante (según su comentario en el DVD, parecía un "pitufo con ácido"). También interpretó papeles de vampiro en Blade II de Guillermo del Toro como Priest y Underworld: Evolution como Markus. En 2006 apareció en la película Red Road.
Curran participa en maratones para recaudar dinero para obras de caridad. Es un participante frecuente y popular en el evento anual Dressed to Kilt en la ciudad de Nueva York, organizado por Friends of Scotland en celebración de Tartan Week. También es un gran fanático del Celtic F.C.. Curran interpretó el papel de Datak Tarr en la serie Defiance de Syfy y, en 2014, coprotagonizó junto a Diana Vickers la película de suspenso Awaiting. En 2016, Curran firmó para interpretar a 'Callum' en la nueva serie original de E4 / Netflix, Crazyhead.
Curran interpretó a Vincent van Gogh en la serie de televisión de ciencia ficción Doctor Who. El episodio, escrito por Richard Curtis, fue calificado por Screen Rant como el mejor de la época de Matt Smith como el Doctor. Una escena en la que Curran interpreta a Van Gogh, transportado al futuro para ver su obra en un museo moderno, ha sido descrita como una de las más emotivas de toda la serie. Curran también hizo un cameo en el episodio de Doctor Who "La Pandórica se abre".
Curran interpretó al sargento Pete Twamley en la serie de TV Ultimate Force, que se emitió en más de 100 países.
Curran trabajó más tarde en la temporada 8 de The Flash, donde interpretó a Despero en su forma humana y lo interpretó en su verdadera forma alienígena a partir del episodio de cinco partes "Armageddon". Su actuación principal en el drama de la BBC Mayflies de 2022 fue descrita por The Guardian como "devastadora".

## Vida personal
En el 2012 se casó con Mai Nguyen; la pareja tiene una hija. Curran ha hecho campaña para numerosas organizaciones benéficas a lo largo de su carrera y en 2021 fue nombrado embajador oficial de la Fundación Celtic F.C..

## Filmografía

### Películas
| Año  | Título                                            | Papel                                | Notas               |
| ---- | ------------------------------------------------- | ------------------------------------ | ------------------- |
| 1993 | Being Human                                       | Raider                               |                     |
| 1994 | Shallow Grave                                     | Agente de Viajes                     |                     |
| 1994 | Captives                                          | Spider                               |                     |
| 1995 | Go Now                                            | Chris Cameron                        |                     |
| 1999 | La leyenda mágica de los Leprechauns              | Sean Devine                          |                     |
| 1999 | The 13th Warrior                                  | Weath el Músico                      |                     |
| 2000 | Gladiator                                         | Asesino n.º 1                        |                     |
| 2001 | Pearl Harbor                                      | Ian                                  |                     |
| 2002 | Blade II                                          | Priest                               |                     |
| 2003 | The League of Extraordinary Gentlemen             | Rodney Skinner (El hombre invisible) |                     |
| 2004 | El vuelo del Fénix                                | Rodney                               |                     |
| 2005 | Beowulf & Grendel                                 | Hondscioh                            |                     |
| 2006 | Underworld: Evolution                             | Markus Corvinus                      |                     |
| 2006 | Red Road                                          | Clyde Henderson                      |                     |
| 2006 | Miami Vice                                        | Aryan Brother                        | como Anthony Curran |
| 2006 | The Good German                                   | Danny                                |                     |
| 2007 | Trust Me                                          | Miles Loncrain                       |                     |
| 2008 | Shuttle                                           | Conductor                            |                     |
| 2008 | The Midnight Meat Train                           | Conductor                            |                     |
| 2008 | The Lazarus Project                               | William Reeds                        |                     |
| 2009 | A Day in the Life                                 | Dr. Reynolds                         |                     |
| 2009 | Ondine                                            | Alex                                 |                     |
| 2009 | Corrado                                           | Officer Tony                         |                     |
| 2010 | The Presence                                      | The Man in Black                     |                     |
| 2010 | Golf in the Kingdom                               | Adam Green                           |                     |
| 2011 | Las aventuras de Tintín: El secreto del unicornio | Delcourt                             |                     |
| 2011 | Big Mommas: Like Father, Like Son                 | Chirkoff                             |                     |
| 2011 | Cat Run                                           | Sean Moody                           |                     |
| 2011 | The Veteran                                       | Chris Turner                         |                     |
| 2011 | Two-Legged Rat Bastards                           | Desoto                               | Cortometraje        |
| 2011 | Crossmaglen                                       | Dermot McGarvey                      |                     |
| 2011 | The Last Best Place                               | Fletcher                             |                     |
| 2011 | X-Men: primera generación                         | Hombre de Negro                      |                     |
| 2012 | In the Dark Half                                  | Filthy                               |                     |
| 2013 | Mary Queen of Scots                               | Knox                                 |                     |
| 2013 | Thor: The Dark World                              | Bor                                  | Sin acreditar       |
| 2014 | Postman Pat: The Movie                            | Paparazzi 2 (voz)                    |                     |
| 2014 | The Seventeenth Kind                              | James                                | Cortometraje        |
| 2015 | Awaiting                                          | Morris                               |                     |
| 2016 | Race                                              | Lawson Robertson                     |                     |
| 2018 | Calibre                                           | Logan                                |                     |
| 2018 | Outlaw King                                       | Angus Macdonald                      |                     |

### Televisión
| Año       | Título                               | Papel                        | Notas                                                     |
| --------- | ------------------------------------ | ---------------------------- | --------------------------------------------------------- |
| 1986–1987 | Dramarama                            | Archie Campbell / Jason      | 2 episodios                                               |
| 1992      | Strathblair                          | Ian                          | Episode #2.6                                              |
| 1994      | The Tales of Para Handy              | Marinero en el Bar / Donald  | 2 episodios                                               |
| 1994      | Rab C. Nesbitt                       | Young Policeman              | Episodio: "Mother"                                        |
| 1995      | Soldier Soldier                      | Sargento Ian Kelly           | Episodio: "Leaving"                                       |
| 1995      | Screen Two                           | David                        | Episodio: "Nervous Energy"                                |
| 1996      | Grange Hill                          | Policía #2                   | Episode #19.16                                            |
| 1996      | Atletico Partick                     | Dr. Maitland                 | 3 episodios                                               |
| 1997      | Taggart                              | Ian Jardine                  | Episodio: "Apocalypse Part One"                           |
| 1997      | The Bill                             | Dave McGovern                | Episodio: "Professional Opinion"                          |
| 1997      | A Touch of Frost                     | Craig Hudson                 | Episodio: "Penny for the Guy"                             |
| 1997      | This Life                            | Lenny                        | 7 episodio                                                |
| 1998      | Touching Evil                        | Emerson                      | Episodios: "Scalping Part 1 & 2"                          |
| 1998      | Undercover Heart                     | Jimmy Hatcher                | 5 episodios                                               |
| 1999      | Great Expectations                   | Orlick                       | Película de televisión                                    |
| 1999      | Split Second                         | Ronnie Baxter                | Película de televisión                                    |
| 1999      | La leyenda mágica de los Leprechauns | Sean Devine                  | 2 episodios                                               |
| 2000      | Perfect World                        | Spencer                      | Episodio: "Charity"                                       |
| 2001      | The Mists of Avalon                  | Capitán de Uther             | 2 episodios                                               |
| 2002      | Menace                               | Skinner                      | 2 episodios                                               |
| 2002–2003 | Ultimate Force                       | Sargento Pete Twamley        | 11 episodios                                              |
| 2005      | Night Stalker                        | Damon Caylor                 | Episodio: "The Five People You Meet in Hell"              |
| 2007      | A.M.P.E.D.                           | Mark Jacocks                 | Película de televisión                                    |
| 2008      | Gemini Division                      | Walken                       | 5 episodios                                               |
| 2008      | Numb3rs                              | Victor Tooner                | Episodio: "Frienemies"                                    |
| 2009      | Medium                               | Lucas Harvey                 | Episodios: "The Devil Inside Part 1 & 2"                  |
| 2009      | Primeval                             | Sir William de Mornay        | Episode #3.7                                              |
| 2010      | 24                                   | Lugo Elson                   | 3 episodios                                               |
| 2010      | El mentalista                        | Agente Dean Harken           | Episodio: "Code Red"                                      |
| 2010      | Doctor Who                           | Vincent van Gogh             | Episodios: "Vincent y el Doctor" y "La Pandórica se abre" |
| 2010      | Los pilares de la Tierra             | Rey Esteban                  | 8 episodios                                               |
| 2011      | CSI: Crime Scene Investigation       | Dr. Tyrell Neth              | Episodio: "Unleashed"                                     |
| 2011      | The Hunt for Tony Blair              | Robin Cook                   | Película de televisión                                    |
| 2011      | Boardwalk Empire                     | Eaominn Rohan                | Episodio: "Peg of Old"                                    |
| 2011      | Hawaii Five-0                        | John O'Toole                 | Episodio: "Ike Maka"                                      |
| 2011      | Covert Affairs                       | MI6 "Janitor" Kenneth Martin | Episodio: "What's the Frequency, Kenneth?"                |
| 2011      | Luck                                 | Asistente de Steward         | Episodio: "Pilot"                                         |
| 2011      | Young James Herriot                  | Prof. Donald Richie          | 3 episodios                                               |
| 2012      | Labyrinth                            | Guy d'Évreux                 | 2 episodios                                               |
| 2013–2015 | Defiance                             | Datak Tarr                   | 36 episodios                                              |
| 2014      | Sons of Anarchy                      | Gaines                       | 3 episodios                                               |
| 2014      | Marvellous                           | Lou Macari                   | Película de televisión                                    |
| 2016      | Daredevil                            | Finn Cooley                  | Episodio: "Penny and Dime"                                |
| 2016      | Elementary                           | Joshua Vikner                | 2 episodios                                               |
| 2016      | Roots                                | Connelly                     | 2 episodios                                               |
| 2016      | Crazyhead                            | Callum                       | 6 episodios                                               |
| 2017–2018 | Voltron: Legendary Defender          | Comandante Throk (voz)       | 5 episodios                                               |
| 2018      | The Looming Tower                    | Inspector Barry James        | 2 episodios                                               |
| 2018–2019 | Ray Donovan                          | Michael "Red" Radulovic      | 7 episodios                                               |
| 2019      | SEAL Team                            | Brett "Swanny" Swann         | 5 episodios                                               |
| 2019      | Deadwood: The Movie                  | James Smith                  | Película de televisión                                    |
| 2020–2021 | Your Honor                           | Frankie                      | 10 episodios                                              |
| 2021      | The Flash                            | Despero                      | 5 episodios                                               |
| 2021      | Summer Camp Island                   | Ryan                         | Episodio: "The Babies Chapter 2: Teacup Giant"            |
| 2022      | For All Mankind                      | Clarke Halladay              | Episodio: "Happy Valley"                                  |
| 2022      | Mayflies                             | Tully                        | Drama de dos partes                                       |
| 2023      | Mary & George                        | Rey Jacobo I                 |                                                           |

### Videojuegos
| Año  | Título                           | Papel                       | Notas |
| ---- | -------------------------------- | --------------------------- | ----- |
| 2011 | Call of Duty: Modern Warfare 3   | MacMillan / Baseplate, Yuri |       |
| 2012 | Counter-Strike: Global Offensive | SAS soldier vozs            |       |